# Aaltova univerzita
Aaltova univerzita (finsky Aalto-yliopisto, švédsky Aalto-universitetet) je finská univerzita, která vznikla k 1. lednu 2010 sloučením Technické univerzity v Helsinkách (TKK), Helsinské vysoké školy obchodu (HSE) a Vysoké školy uměleckoprůmyslové v Helsinkách (TaiK) v rámci finských vysokoškolských reforem.
Univerzita je pojmenována na počest Alvara Aalta, předního finského architekta, designéra a absolventa bývalé Technické univerzity v Helsinkách (TKK), který také pomáhal projektovat velkou část hlavního kampusu univerzity na poloostrově Otaniemi.